# Golmud
Golmud (chiń. upr. 格尔木; chiń. trad. 格爾木; pinyin Gé’ěrmù; tyb. ན་གོར་མོ་; mong. ᠭᠤᠤᠯᠮᠤᠳ) – miasto na prawach powiatu w zachodnich Chinach, w prowincji Qinghai, w prefekturze autonomicznej Haixi. Położone w Kotlinie Cajdamskiej, nad rzeką Golmud He, na wysokości 2800 metrów. W 2000 roku liczba mieszkańców miasta wynosiła 135 897. Ośrodek przemysłu chemicznego opartego na surowcach mineralnych pochodzących z Kotliny Cajdamskiej. Znajduje się tu stacja kolei tybetańskiej i lotnisko.
Południowa część miasta na prawach powiatu stanowi eksklawę i nie ma połączenia lądowego z główną częścią Golmudu, od której oddziela ją terytorium prefektury autonomicznej Yushu.